# Вишнякова (деревня)
Вишняко́ва — деревня в Киренском районе Иркутской области. Входит в Юбилейнинское муниципальное образование.
Находится на левом берегу реки Лена, непосредственно к северо-востоку от центра сельского поселения, посёлка Юбилейный.

## Население
| 2002 | 2010 | 2011 | 2012 |
| ---- | ---- | ---- | ---- |
| 72   | ↘50  | →50  | ↗52  |